# Barnens underjordiska scen
Barnens underjordiska scen (Bus) är en experimentell scen i Stockholm grundad 1999 av en grupp konstnärer, bland andra
Petra Näslund, Karl-Ragnar Klingström, Hannah Fjellström, Kerstin Persson, Josefin Hinders, Viktor Brobacke, Evalotta Belin 
Patrick Dallard, Katarina Werner, Amanda Fritzén, Natajsa Börjesson, Annsofie Stjernlöf, Kenneth Söderman och Erika Johansson. 
Genom åren har ett hundratal mer och mindre etablerade skådespelare varit knutna till gruppen, 
bland andra Penny Loften, Katarina Rodopolus, Peter Oskarsson, Mattias Hulpers Ann-Sofie Nurmi och Lindy Larsson. 
2011 belönades Barnens Underjordiska Scen med Expressens Heffaklump.